# オーム (聖音)
オーム（ओम् om、または ॐ oṃ〈オーン〉）は、バラモン教をはじめとするインドの諸宗教において神聖視される呪文。
漢訳仏典では、唵（おん、口偏に奄）と音写される。
なお、日本では「オーム」と表記する事が多いが、oṃは「オーン」と読み、omは「オーム」である。

## 解釈

### バラモン教
ヴェーダを誦読する前後、また祈りの文句の前に唱えられる。
ウパニシャッドにおいては、この聖音は宇宙の根本原理であるブラフマンを象徴するものとされ、特に瞑想の手段として用いられた。
また、この聖音 は「a」、「u」、「m」の3音に分解して神秘的に解釈される。これは、サンスクリット語ではaとuが隣り合うと同化して長母音oになるという音韻法則があるからである。
例えば『ブリハッド・アーラニヤカ・ウパニシャッド』では「a」は『リグ・ヴェーダ』、「u」 は『サーマ・ヴェーダ』、「m」 は『ヤジュル・ヴェーダ』の三ヴェーダを表し、「aum」全体でブラフマンを表すと解釈された。

### ヒンドゥー教
さらに後世のヒンドゥー教になると「a」は創造神ブラフマー、「u」は維持神ヴィシュヌ、「m」は破壊神シヴァを表し、全体として三神一体（トリムールティ）の真理を表すものとされ、民間においても浸透しており同教のシンボル的な意匠となっている。

### 仏教
この聖音は後に仏教にも取り入れられ、密教では真言の冒頭の決まり文句（オン）として、末尾のスヴァーハー（ソワカ）と共に多用された（例えば「オン　アビラウンケン　ソワカ」で大日如来の真言）。
また、仏教の経典『守護国界主陀羅尼経』では「a」は法身、「u」は報身、「m」は応身の三身を象徴し、すべての仏たちはこの聖音を観想する事によって成仏すると説かれる。

## 字体

デーヴァナーガリー
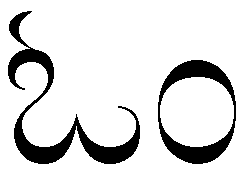
カンナダ文字
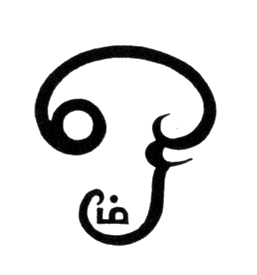
タミル文字
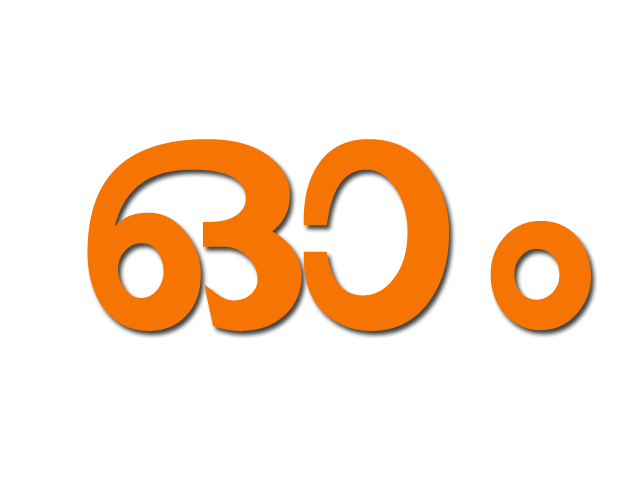
マラヤーラム文字
グルムキー文字
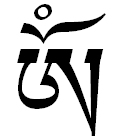
チベット文字
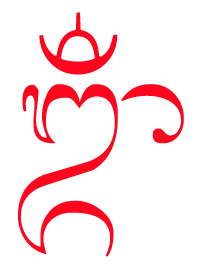
バリ文字